# مارکوس آندره
مارکوس آندره (انگلیسی: Marcos André؛ زادهٔ ۲۰ اکتبر ۱۹۹۶) بازیکن فوتبال اهل برزیل است که در پست مهاجم برای باشگاه والنسیا در لا لیگا بازی می‌کند.